# Illuminate World Tour
De Illuminate World Tour  was de tweede solo-concerttournee van de Canadese zanger Shawn Mendes, ter ondersteuning van zijn tweede studioalbum Illuminate (2016). De tour begon op 27 april 2017 in SSE Hydro, Glasgow en eindigde op 18 december 2017 in Tokyo in de Tokyo International Forum.
Na het grote succes van de Shawn Mendes World Tour, ging Mendes voor de tweede keer top tournee. Mendes begon zijn tournee in Europa voor 21 shows, daarna Noord-Amerika voor 29 shows.
Op 22 februari 2017 werd Charlie Puth aangekondigd als de openingsact voor de Noord-Amerikaanse shows.

## Setlist
Deze setlijst is representatief voor de show op 17 augustus 2017 in Newark. Het is niet representatief voor alle concerten tijdens de tour.
1. "There's Nothing Holdin' Me Back"
2. "Lights On"
3. "I Don't Even Know Your Name" / "Aftertaste" / "Kid in Love"
4. "I Want You Back"
5. "The Weight"
6. "A Little Too Much"
7. "Stitches"
8. "Bad Reputation"
9. "Ruin"
10. "Castle on the Hill" / "Life of the Party"
11. "Three Empty Words"
12. "Patience"
13. "Roses"
14. "No Promises"
15. "Understand"
16. "Don't Be a Fool"
17. "Mercy"
18. "Never Be Alone"

Encore
1. "Treat You Better"

## Shows
| Datum             | Stad             | Land                | Plaats                          | Opening act    | Opkomst                    | Opbrengst   |
| Europa            | Europa           | Europa              | Europa                          | Europa         | Europa                     | Europa      |
| ----------------- | ---------------- | ------------------- | ------------------------------- | -------------- | -------------------------- | ----------- |
| 27 april 2017     | Glasgow          | Verenigd Koninkrijk | SSE Hydro                       | James TW       | 11,143 / 11,143            | $573,111    |
| 28 april 2017     | Manchester       | Verenigd Koninkrijk | Manchester Arena                | James TW       | 14,899 / 14,899            | $749,022    |
| 30 april 2017     | Oberhausen       | Duitsland           | König Pilsener Arena            | James TW       | 10,271 / 10,271            | $534,232    |
| 1 mei 2017        | Amsterdam        | Nederland           | Ziggo Dome                      | James TW       | 12,376 / 12,376            | $568,762    |
| 3 mei 2017        | Berlijn          | Duitsland           | Mercedes-Benz Arena             | James TW       | 11,817 / 11,817            | $590,190    |
| 4 mei 2017        | Wenen            | Oostenrijk          | Wiener Stadthalle               | James TW       | 10,725 / 10,725            | $557,400    |
| 6 mei 2017        | Milaan           | Italië              | Mediolanum Forum                | James TW       | 9,531 / 9,531              | $512,040    |
| 9 mei 2017        | Madrid           | Spanje              | WiZink Center                   | James TW       | 7,982 / 7,982              | $474,788    |
| 10 mei 2017       | Lissabon         | Portugal            | Altice Arena                    | James TW       | 12,474 / 12,474            | $606,913    |
| 12 mei 2017       | Barcelona        | Spanje              | Palau Sant Jordi                | James TW       | 11,202 / 11,202            | $644,300    |
| 14 mei 2017       | Zürich           | Zwitserland         | Hallenstadion                   | James TW       | 12,063 / 13,000            | $799,372    |
| 15 mei 2017       | München          | Duitsland           | Olympiahalle                    | James TW       | 10,990 / 10,990            | $568,347    |
| 17 mei 2017       | Stockholm        | Zweden              | Ericsson Globe                  | James TW       | 11,342 / 11,342            | $624,676    |
| 19 mei 2017       | Oslo             | Noorwegen           | Telenor Arena                   | James TW       | 8,007 / 8,007              | $700,236    |
| 21 mei 2017       | Kopenhagen       | Denemarken          | Forum Copenhagen                | James TW       | 7,038 / 7,038              | $444,581    |
| 22 mei 2017       | Hamburg          | Duitsland           | Barclaycard Arena               | James TW       | 11,985 / 12,988            | $633,485    |
| 24 mei 2017       | Parijs           | Frankrijk           | AccorHotels Arena               | James TW       | 11,037 / 11,037            | $722,458    |
| 27 mei 2017       | Brussel          | België              | Paleis 12                       | James TW       | 9,242 / 9,242              | $452,694    |
| 30 mei 2017       | Dublin           | Ierland             | 3Arena                          | James TW       | 8,674 / 8,674              | $641,209    |
| 1 juni 2017       | Londen           | Verenigd Koninkrijk | O2 Arena Londen                 | James TW       | 31,942 / 32,228            | $1,535,870  |
| 2 juni 2017       | Londen           | Verenigd Koninkrijk | O2 Arena Londen                 | James TW       | 31,942 / 32,228            | $1,535,870  |
| Noord-Amerika     |                  |                     |                                 |                |                            |             |
| 6 mei 2017        | Portland         | Verenigde Staten    | Moda Center                     | Charlie Puth   | 12,718 / 12,718            | $563,506    |
| 8 juli 2017       | Vancouver        | Canada              | Rogers Arena                    | Charlie Puth   | 11,944 / 12,578            | $658,946    |
| 9 juli 2017       | Seattle          | Verenigde Staten    | KeyArena                        | Charlie Puth   | 11,655 / 11,827            | $571,611    |
| 11 juli 2017      | Oakland          | Verenigde Staten    | Oracle Arena                    | Charlie Puth   | 13,798 / 13,798            | $797,363    |
| 12 juli 2017      | Los Angeles      | Verenigde Staten    | Staples Center                  | Charlie Puth   | 13,445 / 13,610            | $812,975    |
| 14 juli 2017      | San Diego        | Verenigde Staten    | Valley View Casino Center       | Charlie Puth   | 10,354 / 10,486            | $507,726    |
| 15 juli 2017      | Glendale         | Verenigde Staten    | Gila River Arena                | Charlie Puth   | 13,310 / 13,310            | $584,916    |
| 17 juli 2017      | Denver           | Verenigde Staten    | Pepsi Center                    | Charlie Puth   | 11,958 / 12,286            | $532,151    |
| 19 juli 2017      | Dallas           | Verenigde Staten    | American Airlines Center        | Charlie Puth   | 12,996 / 13,434            | $680,395    |
| 21 juli 2017      | San Antonio      | Verenigde Staten    | AT&T Center                     | Charlie Puth   | 13,310 / 13,310            | $573,043    |
| 22 juli 2017      | Houston          | Verenigde Staten    | Toyota Center                   | Charlie Puth   | 11,748 / 11,748            | $580,149    |
| 25 juli 2017      | Tampa            | Verenigde Staten    | Amalie Arena                    | Charlie Puth   | 12,479 / 12,479            | $552,602    |
| 26 juli 2017      | Miami            | Verenigde Staten    | American Airlines Arena         | Charlie Puth   | 13,177 / 13,177            | $629,472    |
| 28 juli 2017      | Orlando          | Verenigde Staten    | Amway Center                    | Charlie Puth   | 12,233 / 12,233            | $619,430    |
| 29 juli 2017      | Duluth           | Verenigde Staten    | Infinite Energy Arena           | Charlie Puth   | 10,319 / 10,319            | $582,086    |
| 31 juli 2017      | Nashville        | Verenigde Staten    | Bridgestone Arena               | Charlie Puth   | 13,558 / 13,558            | $718,875    |
| 2 augustus 2017   | Cleveland        | Verenigde Staten    | Quicken Loans Arena             | Charlie Puth   | 12,811 / 12,811            | $636,823    |
| 3 augustus 2017   | Rosemont         | Verenigde Staten    | Allstate Arena                  | Charlie Puth   | 13,000 / 13,000            | $761,528    |
| 5 augustus 2017   | Omaha            | Verenigde Staten    | CenturyLink Center Omaha        | Charlie Puth   | 12,456 / 12,456            | $571,515    |
| 6 augustus 2017   | Saint Paul       | Verenigde Staten    | Xcel Energy Center              | Charlie Puth   | 14,105 / 14,105            | $766,872    |
| 11 augustus 2017  | Toronto          | Canada              | Air Canada Centre               | Charlie Puth   | 27,972 / 27,972            | $1,579,750  |
| 12 augustus 2017  | Toronto          | Canada              | Air Canada Centre               | Charlie Puth   | 27,972 / 27,972            | $1,579,750  |
| 14 augustus 2017  | Montreal         | Canada              | Bell Centre                     | Charlie Puth   | 15,427 / 15,427            | $963,863    |
| 16 augustus 2017  | Brooklyn         | Verenigde Staten    | Barclays Center                 | Charlie Puth   | 13,687 / 13,687            | $741,191    |
| 17 augustus 2017  | Newark           | Verenigde Staten    | Prudential Center               | Charlie Puth   | 12,541 / 12,541            | $663,481    |
| 19 augustus 2017  | Washington, D.C. | Verenigde Staten    | Capital One Arena               | Charlie Puth   | 13,531 / 13,531            | $741,522    |
| 20 augustus 2017  | Pittsburgh       | Verenigde Staten    | PPG Paints Arena                | Charlie Puth   | 12,989 / 12,989            | $627,641    |
| 22 augustus 2017  | Philadelphia     | Verenigde Staten    | Wells Fargo Center              | Charlie Puth   | 14,028 / 14,028            | $731,611    |
| 23 augustus 2017  | Boston           | Verenigde Staten    | TD Garden                       | Charlie Puth   | 13,065 / 13,065            | $771,325    |
| Latijs Amerika    |                  |                     |                                 |                |                            |             |
| 16 september 2017 | Rio de Janeiro   | Brazilië            | Barra Olympic Park              |                |                            |             |
| Oceanië           |                  |                     |                                 |                |                            |             |
| 25 november 2017  | Auckland         | Nieuw-Zeeland       | Spark Arena                     | Julia Michaels | —                          | —           |
| 29 november 2017  | Brisbane         | Australië           | Brisbane Entertainment Centre   | Julia Michaels | 8,526 / 8,526              | $558,964    |
| 1 december 2017   | Sydney           | Australië           | Qudos Bank Arena                | Julia Michaels | 12,747 / 12,931            | $805,283    |
| 3 december 2017   | Melbourne        | Australië           | Rod Laver Arena                 | Julia Michaels | 11,277 / 11,277            | $764,253    |
| 6 december 2017   | Perth            | Australië           | Perth Arena                     | Julia Michaels | 7,219 / 7,380              | $456,597    |
| Azië              |                  |                     |                                 |                |                            |             |
| 9 december 2017   | Singapore        | Singapore           | The Star Performing Arts Centre | —              | —                          | —           |
| 11 december 2017  | Bangkok          | Thailand            | IMPACT Arena                    | —              | —                          | —           |
| 13 december 2017  | Hong Kong        | Hong Kong           | AsiaWorld–Expo                  | —              | —                          | —           |
| 18 december 2017  | Tokio            | Japan               | Tokyo International Forum       | —              | —                          | —           |
| Total             | Total            | Total               | Total                           | Total          | 650,463 / 654,903 (99.39%) | $35,041,151 |

## Geannuleerde shows
| Datum             | stad        | land   | plaats             | Reden                              |
| ----------------- | ----------- | ------ | ------------------ | ---------------------------------- |
| 20 september 2017 | Mexico Stad | Mexico | Auditorio Nacional | Aardbeving in centraal Mexico 2017 |